# Anže Lanišek
Anže Lanišek, slovenski smučarski skakalec, * 20. april 1996, Ljubljana. 
Anže je član kluba SSK Mengeš in slovenske skakalne reprezentance. Tekmuje na Slatnarjevih smučeh. Je dobitnik dveh zlatih, srebrne in dveh bronastih medalj na svetovnih prvenstvih ter zlate medalje na svetovnih prvenstvih v poletih. V svetovnem pokalu je dosegel osem posamičnih zmag.

## Tekmovalna kariera

### Začetki, 2010-14
Na mednarodnih prireditvah nastopa od leta 2010, ko je v starosti štirinajstih let začel tekmovati na tekmah nižjega ranga. 6. marca 2010 je dober mesec dni pred štirinajstim rojstnim dnem nastopil na otroški tekmi v avstrijskem Eisenerzu in zasedel tretje mesto. V naslednjem letu dni je nastopal na tekmah alpske lige vse dokler ni poleti 2011 prišel do krstnega nastopa v kontinentalnem pokalu. To je bilo 2. julija v Kranju. Na prvi tekmi je bil šele na 37. mestu, naslednji dan na drugi tekmi pa je ravno s 30. mestom prvič prišel do točke v tem tekmovanju.

#### Medalji na olimpijadi mladih
Januarja 2012 je v starosti manj kot šestnajst let nastopil na prvih organiziranih mladinskih zimskih olimpijski igrah, ki so bile prirejene v Innsbrucku. Tam je 14. januarja na tekmi posameznikov zmagal in postal prvi prvak teh iger. Uspeh je dopolnil teden dni kasneje, ko je na ekipni tekmi skupaj z Uršo Bogataj in Luko Pintaričem bil drugi ter osvojil še srebrno medaljo.
Takoj po mladinskih igrah je nastopil na dveh tekmah celinskega pokala v Bischofshofnu in tam 29. januarja 2012 prišel do svoje prve zmage v tem tekmovanju. Nato je zmagal še 5. februarja na tekmi pokala FIS v domačem Kranju.
Konec marca 2014 je na državnem prvenstvu v nordijski kombinaciji v Planici z 149 metri postavil rekord na Bloudkovi velikanki.

### Svetovni pokal
V svetovnem pokalu je debitiral v Planici 2014. 

### 2014-15
Prvo uvrstitev med dobitnike točk je dosegel 23. novembra 2014 na prvi tekmi sezone 2014/15 v Klingenthalu, kjer je osvojil 21. mesto. Nastopil je na sedmih tekmah in petkrat prišel do točk. Medtem je na tretji tekmi na finskem v Ruki tudi grdo padel, potem ko se mu je odpela vez. Odnesel jo je brez hudega, le na manjšo operacijo prsta na desni roki je moral. Prvič je nastopil tudi na novoletni turneji, toda le na prvi tekmi v Oberstdorfu kjer je bil zgolj na 49. mestu. Anžetu se nato v drugem delu sezone ni izšlo po željah, padec v formi je botroval odsotnosti od največjih tekem. Je pa nastopil na eni tekmi finala sezone v Planici in za malo zgrešil finale, bil je triintrideseti. Na koncu je v seštevku sezone nabral 23 točk in zasedel 62. mesto.

### 2015-16: prva celotna sezona v svetovnem pokalu
Sledila je sezona 2015-16 v kateri je Anže prvič nastopal od začetka do konca. Prvo uvrstitev med deseterico svetovnega pokala je dosegel 12. decembra 2015, ko je na tekmi v Nižnem Tagilu osvojil sedmo mesto. Naslednjega dne je s četrtim mestom svojo uvrstitev še izboljšal. 20. marca na tekmi v Planici je s 29. mestom prišel do prve uvrstitve med trideseterico tudi na letalnicah. Vsega skupaj je štirinajstkrat priskakal do točk, od tega trikrat med prvo deseterico. V skupnem seštevku sezone je s 232 osvojenimi točkami zasedel 25. mesto.

### 2016-18:
Na začetku sezone 2017-18 je bil v slabši formi, zato se je preselil na nižje tekmovanje, v celinski pokal. Tam je v domači Planici uspel zmagati na dveh tekmah. Na drugi, 4. februarja 2018, je slavil pred reprezentančnim kolegom Jurijem Tepešem.

### 2019-20:
Na prvi posamični tekmi sezone 2019-20 v Wisłi se je z drugim mestom prvič uvrstil na stopničke.
2021-2022:
Na prvih dveh tekmah v Nižnem Tagilu je končal na 8 in 7 mestu.
V Ruki na prvi tekmi je bil na drugem mestu. Naslednji dan je slavil premierno zmago. V Wisli je bila Slovenija na ekipni tekmi tretja, tudi zaradi tega ker je Anže Lanišek naredil dva malo slabša skoka. V Klingentalu je bil celoten Slovenski tabor neuspešen. A v Engelbergu v Švici je Lanišek bil spet na 1.tekmi 7. Prišla je novoletna turneja, a v Obersdorfu bil šele 23. Po olimpijskih igrah je spet našel pravo formo in se veselil zlate ekipne medalje na svetovnem prvenstvu v poletih v Vikersundu. V skupnem seštevku sezone je z 936 osvojenimi točkami zasedel 7. mesto.

## Svetovni pokal

### Uvrstitve
| Sezona  | Skupno | Poleti | Novoletna | Raw Air |
| ------- | ------ | ------ | --------- | ------- |
| 2013-14 | –      | –      | –         | N/A     |
| 2014-15 | 62.    | –      | 65.       | N/A     |
| 2015-16 | 25.    | 37.    | 22.       | N/A     |
| 2016-17 | 32.    | 29.    | -         |         |